# Kabupaten Parigi Moutong
Kabupaten Parigi Moutong är ett kabupaten i Indonesien.   Det ligger i provinsen Sulawesi Tengah, i den norra delen av landet, 1 600 km öster om huvudstaden Jakarta. Antalet invånare är 413 588.